# Jack Blake
Jack Blake (Nottingham, Reino Unido, 22 de septiembre de 1994) es un futbolista británico que juega como mediocampista en el Indy Eleven de la USL Championship de los Estados Unidos,

## Trayectoria

### Nottingham Forest
Blake comenzó su carrera futbolística en las categorías inferiores del Notts County antes de unirse a su vecino, el Nottingham Forest, en las categorías inferiores, desde el equipo sub-10 hasta la academia del club. En mayo de 2012, Blake consiguió su primer contrato profesional con el club. Blake hizo su debut en el primer equipo cuando fue incluido en el banquillo del equipo profesional para el partido de local contra el Peterborough United el 12 de enero de 2013.

### Mansfield Town
Blake fue cedido por un mes al Mansfield Town, el 19 de octubre de 2013. Hizo su debut profesional el 22 de octubre de 2013 durante el empate 0-0 contra Bury. Después de hacer su debut profesional, Blake expresó su felicidad por debutar. Después de hacer tres apariciones para el club, Blake regresó a su club de origen. A pesar de los rumores de que Blake podría regresar a Mansfield Town en préstamo por segunda vez, esto fue minimizado por el gerente Paul Cox.
Después de que su período de préstamo en Mansfield Town llegara a su fin, Blake continuó jugando en la reserva del club hasta que el club lo liberó al final de la temporada 2014-15.

### Minnesota United
El 26 de mayo de 2016, Minnesota United anunció que Blake había firmado con el club de la North American Soccer League. Siete días después, el 2 de junio de 2016, Blake anotó en su debut con Minnesota United (y su primer gol profesional) en la tercera ronda de la U.S. Open Cup de Estados Unidos, ganando 3-0 contra Saint Louis.

### Jacksonville Armada
El 18 de enero de 2017, se informó que Jacksonville Armada había fichado a Blake antes de la temporada 2017 de la NASL. Blake fue nombrado Jugador Joven del Año de la NASL después de registrar nueve goles y cuatro asistencias con la Armada.

### Tampa Bay Rowdies
El 8 de febrero de 2018, los Tampa Bay Rowdies anunciaron que habían contratado a Blake en calidad de préstamo por una temporada desde Jacksonville. Poco más de un mes después, el 15 de marzo de 2018, finalizó su contrato con Armada FC y se unió a los Rowdies de forma permanente.
El 19 de junio de 2018, Blake fue cedido al Real Monarchs de la USL con sede en Utah.

### Real Monarchs
Blake se mudó a Salt Lake de forma permanente antes de su temporada 2019, y pasó a ser capitán de Real Monarchs durante su temporada 2019. Volvió a firmar con el club el 18 de diciembre de 2019 para la temporada 2020. Anunció su salida del club en diciembre de 2020.

### San Diego Loyal
El 14 de diciembre de 2019, Blake firmó con el equipo San Diego Loyal del USL Championship.

### Indy Eleven
Después de dos temporadas en San Diego, Blake se fue al Indy Eleven del USL Championship el 6 de enero de 2023. Blake anotó el primer gol para Indy Eleven en la temporada 2024 del USL Championship en la derrota por 2-1 en Oakland Roots el 9 de marzo de 2024. Blake anotó dos goles para Indy Eleven en la derrota por 5-3 como visitante ante Louisville City, un penalti en el minuto 34 y el segundo gol del equipo en el minuto 60, asistido por Sebastián Guenzatti. Marcó un segundo doblete en la victoria en casa por 2-1 sobre Phoenix Rising el 25 de mayo, lo que llevó al equipo a una racha de 8 victorias consecutivas en todas las competiciones. Blake fue nombrado para el equipo de la semana del Campeonato de la USL cinco veces en las primeras 12 semanas de la temporada 2024, liderando notablemente al Eleven a una racha invicta de 9 juegos en todas las competiciones y un mes de mayo perfecto sin empates ni derrotas. Blake lideró al equipo con 4 goles de liga y un gol en la U.S. Open Cup de Estados Unidos en mayo de 2024. Blake anotó su undécimo gol de liga para Indy Eleven, y el octavo gol de la temporada, el 9 de junio de 2024, convirtiendo un penalti en la victoria del equipo por 1-0 como visitante sobre el Birmingham Legion.

## Selección nacional
Aunque nació en Nottingham, Inglaterra, Blake también puede jugar para Escocia por medio de su abuelo escocés. En septiembre de 2011, Blake fue convocado por Escocia Sub-19 y jugó cinco partidos con el equipo.

## Clubes
| Club                    | País           | Año           |
| ----------------------- | -------------- | ------------- |
| Nottingham Forest       | Inglaterra     | 2013 - 2015   |
| Mansfield Town (cedido) | Inglaterra     | 2013          |
| Minnesota United        | Estados Unidos | 2016          |
| Jacksonville Armada     | Estados Unidos | 2017          |
| Tampa Bay Rowdies       | Estados Unidos | 2018          |
| Real Monarchs (cedido)  | Estados Unidos | 2018          |
| Real Monarchs           | Estados Unidos | 2019-2020     |
| San Diego Loyal         | Estados Unidos | 2021-2022     |
| Indy Eleven             | Estados Unidos | 2023-presente |

## Vida personal
Blake obtuvo su tarjeta verde estadounidense en 2019. Su estatus también lo califica como jugador nacional para propósitos de la lista de la MLS.